# Publiusz Korneliusz Scypion (syn Scypiona Afrykańskiego Starszego)
Publiusz Korneliusz Scypion, łac. Publius Cornelius Scipio (III/II w. p.n.e.) – rzymski arystokrata i historyk, zaliczany do annalistów starszych.
Był starszym synem Scypiona Afrykańskiego Starszego. Bardzo dobrze wykształcony, nie mógł poświęcić się karierze politycznej ze względu na problemy zdrowotne, choć od 180 roku p.n.e. należał do kolegium augurów. Zafascynowany kulturą grecką, należał do jej propagatorów w Rzymie, przypisuje mu się także duży talent retoryczny. Był autorem kilku krótkich mów, które według Cycerona, świadczyły o tym, że gdyby cieszył się lepszym zdrowiem, to zdobyłby uznanie jako wybitny orator. Jego adoptowanym synem został Scypion Afrykański Młodszy, pochodzący z rodu Emiliuszów.
Korneliusz Scypion był autorem dzieła poświęconego historii Rzymu, napisanego po grecku. Ze względu na to, że nie zachowało się, trudno precyzyjnie określić jego tematykę i zawartość. Najprawdopodobniej, na wzór pracy Kwintusa Fabiusza Piktora, w formie annalistycznej przedstawił dzieje Rzymian od czasów najdawniejszych, skupiając się jednak na opisie II wojny punickiej. Zapewne szczególnie dużo uwagi poświęcał roli swego ojca i rodu w tym konflikcie. Ze względu na rodzinne powiązania miał dostęp do wielu cennych informacji, stąd zaginięcie jego dzieła można uznać za istotną stratę dla badaczy starożytności. Zaliczany jest do grupy annalistów starszych.
Cyceron pozytywnie ocenił pracę Scypiona pod względem stylistyki, nie podał jednak żadnych szczegółów. Niemiecki badacz Tassilo Schmitt wysunął hipotezę, że to dzieło było wspólnym źródłem wiadomości o II wojnie punickiej dla Polibiusza i Liwiusza, jednak przypuszczenia tego nie sposób potwierdzić. W swojej pracy Scypion zapewne przedstawił także wojnę syryjską. Być może w jej opisie w sposób bardziej dodatni zaprezentował dokonania swego ojca niż zasługi stryja, Lucjusza, co mogło przyczynić się do narodzin negatywnego obrazu tego drugiego w antycznym dziejopisarstwie.
Niesłusznie wiązano z nim jedną z inskrypcji na grobowcu Scypionów.